# Schwarzmanteltamarin
Der Schwarzmanteltamarin (Leontocebus weddelli, Syn.: Midas weddelli, Saguinus weddelli) ist eine Art aus der Familie der Krallenaffen (Callitrichidae), die mit zwei oder drei Unterarten im westlichen Amazonasbecken vorkommt.

## Verbreitung
Das Verbreitungsgebiet der Nominatform, Leontocebus weddelli weddelli, umfasst die Mitte und den Westen der zwischen Rio Purus und Rio Madeira liegenden Region. Im brasilianischen Bundesstaat Rondônia kommt die Unterart auch rechts des Rio Madeira vor. Dort lebt die Unterart sympatrisch mit dem Rondonia-Seidenäffchen (Mico rondoni). Die zweite Unterart, der Weißmanteltamarin (Leontocebus weddelli melanoleucus), kommt in einem auf der rechten Seite des oberen Rio Juruá liegenden Gebiet im äußersten Westen von Brasilien und im Südosten von Peru vor. Die dritte Unterart, Leontocebus weddelli crandalli ist nur von einem einzigen Exemplar bekannt. Seine Herkunft ist unbekannt. Es stammt möglicherweise aus einem Gebiet am Oberlauf von Rio Juruá und Tarauacá im Westen des brasilianischen Bundesstaates Acre. Möglicherweise ist die Form eine Hybride.

## Merkmale
Der Schwarzmanteltamarin erreicht eine Kopf-Rumpf-Länge von 18 bis 27 cm, hat einen 25 bis 38 cm langen Schwanz und wiegt zwischen 340 und 440 g. Die Nominatform, Leontocebus weddelli weddelli ist überwiegend schwarz bis schwarzbraun gefärbt, der Rücken oft grau, ockerfarben oder orange marmoriert. Bauch, Steiß und die Oberschenkel sind rötlich bis orange. Das Gesicht ist schwarz, der Bereich um Mund und Nase grau. Eine durchgehende weiße Augenbraue überspannt beide Augen. Leontocebus weddelli melanoleucus ist fast vollständig cremeweiß gefärbt (leucus = weiß). Nur die Ohren, die unbehaarte Gesichtshaut und die äußeren Genitalien sind schwarz. Leontocebus weddelli crandalli gleicht L. w. melanoleucus, Hinterkörper, Beine und Unterarme sind aber düster gelblich, der Schwanz ist schwärzlich. Die folgenden Ausführungen gelten nur für die Nominatform Saguinus weddelli weddelli, da die beiden anderen Unterarten bisher kaum oder überhaupt nicht näher erforscht wurden.

## Lebensraum

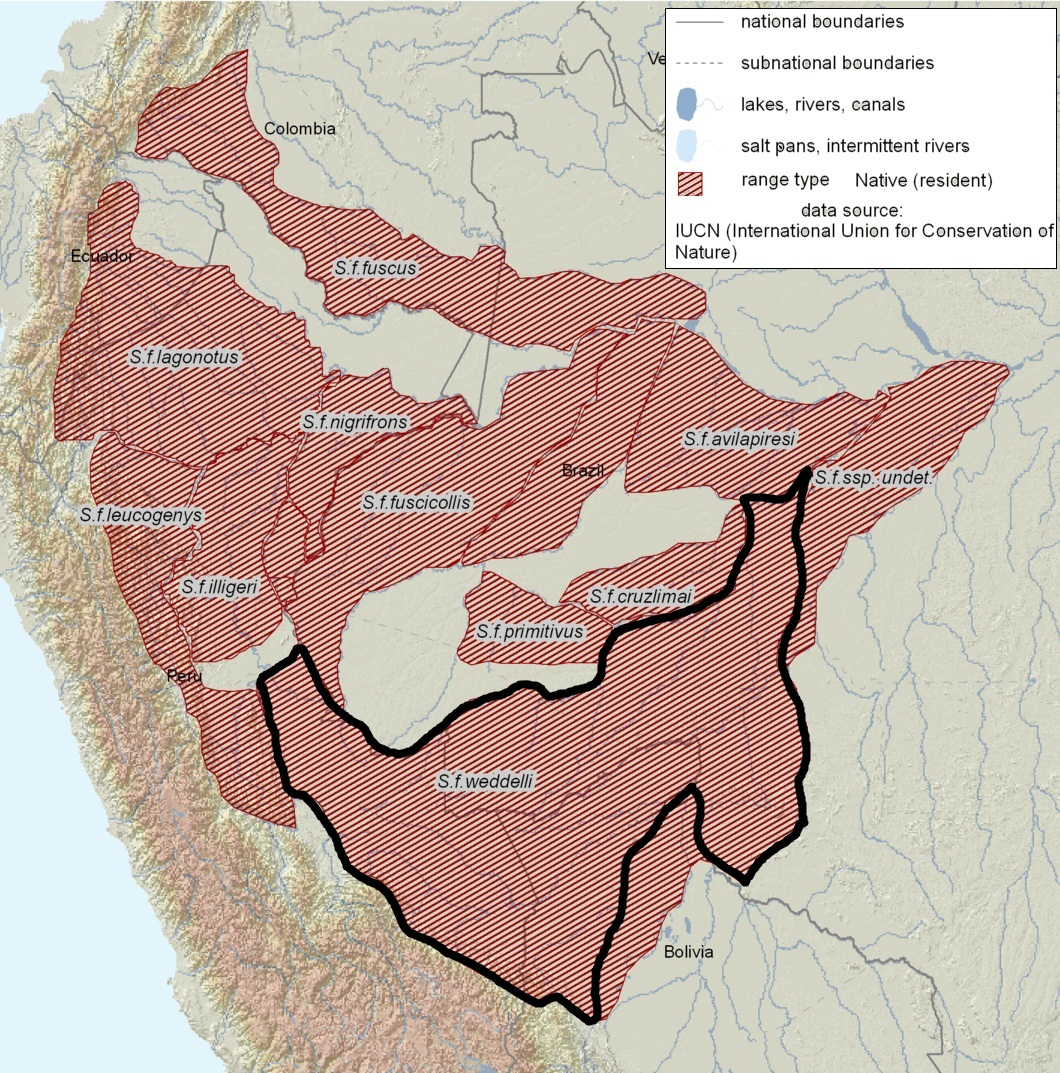
Im schwarzen Rahmen die Verbreitung von Leontocebus weddelli weddelli

Der Schwarzmanteltamarin ist anpassungsfähig und sowohl in Primärwäldern mit hohen Bäumen und spärlichem („monte alto“) oder dichtem Unterwuchs („monte bajo“) als auch in Sekundärwäldern mit geschlossener („barbejo claro“) oder ohne geschlossener Baumdecke („barbejo tupido“) anzutreffen. Bei Untersuchungen in Bolivien fand man eine Bevorzugung von Sekundärwäldern, wo die Tiere 70 % ihrer Zeit verbrachten. Untersuchungen im peruanischen Nationalpark Manú zeigten, dass sie ein Mosaik verschiedener Waldtypen bevorzugen und sehr große, geschlossene Primärwaldregionen meiden.
Schwarzmanteltamarine leben in Gruppen von 2 bis 15 Individuen, meist sind es 4 bis 6 Tiere. Die Gruppen sind Großfamilien mit einem Elternpaar und kleinen sowie schon erwachsenen, geschlechtsreifen Jungtieren. Auch gemischte Gruppen mit dem Kaiserschnurrbarttamarin (Saguinus imperator), dem Rotbauchtamarin (Saguinus labiatus), dem Springtamarin (Callimico goeldii) oder dem Rondonia-Seidenäffchen (Mico rondoni) wurden beobachtet. Während Gruppen mit den beiden anderen Tamarinarten relativ stabil sind – eine gemischte Gruppe mit dem Kaiserschnurrbarttamarin wurde über einen Zeitraum von drei Jahren immer wieder beobachtet – ist eine gemischte Gruppe mit dem Seidenäffchen nur kurzlebig und weniger eng. Die Populationsdichte in verschiedenen untersuchten Gebieten liegt bei 4,5 bis 50 Individuen pro km². Zu den bekannten Beutegreifern, die Jagd auf den Schwarzmanteltamarin machen, gehört der Zweifarbensperber (Accipiter bicolor).

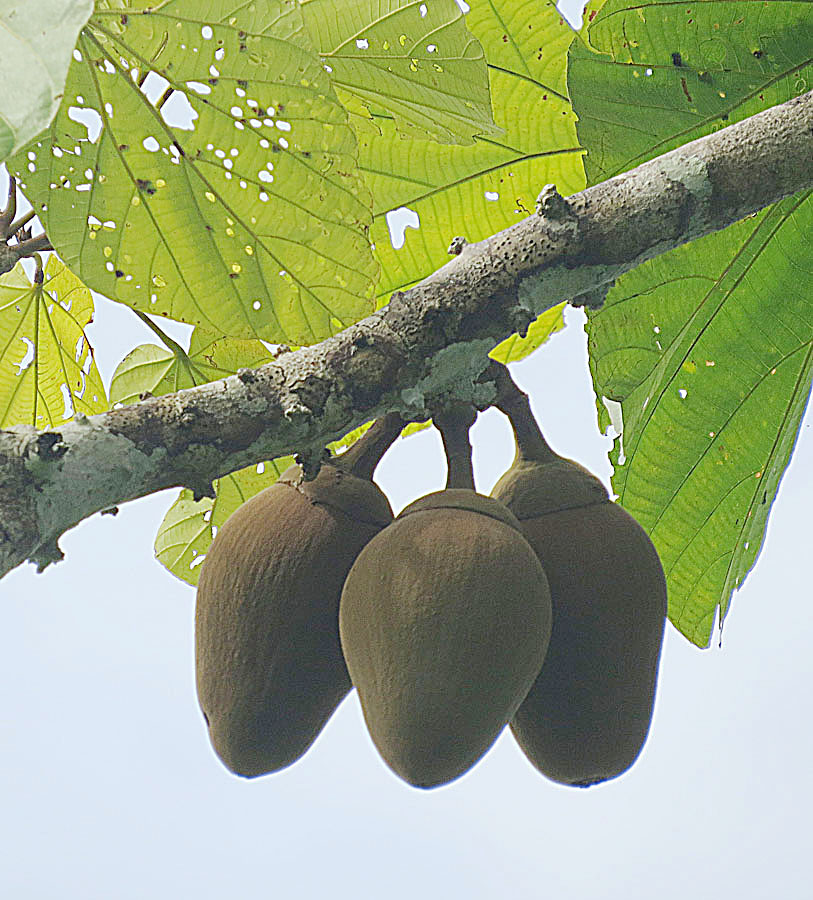
Früchte von Quararibea cordata

## Ernährung
Schwarzmanteltamarine ernähren sich vorwiegend von Früchten und Insekten. Wichtig sind die Früchte von Kletterpflanzen und z. B. die des Zürgelbaums Celtis iguanaea, die von größeren Affen wie Kapuzineraffen oder Totenkopfaffen nicht gefressen werden, außerdem Nektar von Combretum assimile, ebenfalls eine Kletterpflanze, und Nektar und Früchte von Quararibea cordata. Als tierische Nahrung bevorzugen die Schwarzmanteltamarine größere Insekten wie Heuschrecken sowie kleine Wirbeltiere, wie Echsen, während der Kaiserschnurrbarttamarin auch viele Schmetterlinge und Motten verspeist.

## Fortpflanzung
In den Schwarzmanteltamaringruppen gibt es in den meisten Fällen nur ein sich fortpflanzendes Weibchen. Es paart sich entweder nur mit einem Männchen (Monogamie) oder mit mehreren (Polyandrie). Hin und wieder kann sich auch ein zweites, jüngeres Weibchen fortpflanzen. In diesen Fällen kommen die Jungtiere des zweiten sich fortpflanzenden Weibchen etwa drei Monate vor oder nach den Jungtieren des älteren Weibchens zur Welt. Da sich auch die Männchen und die übrigen Gruppenmitglieder um die Jungen kümmern, wird dadurch eine Konkurrenzsituation bezüglich der Betreuung der Jungtiere weitgehend vermieden. Die Fortpflanzungszeit liegt am Ende der Trockenzeit und in der Regenzeit von August bis März.

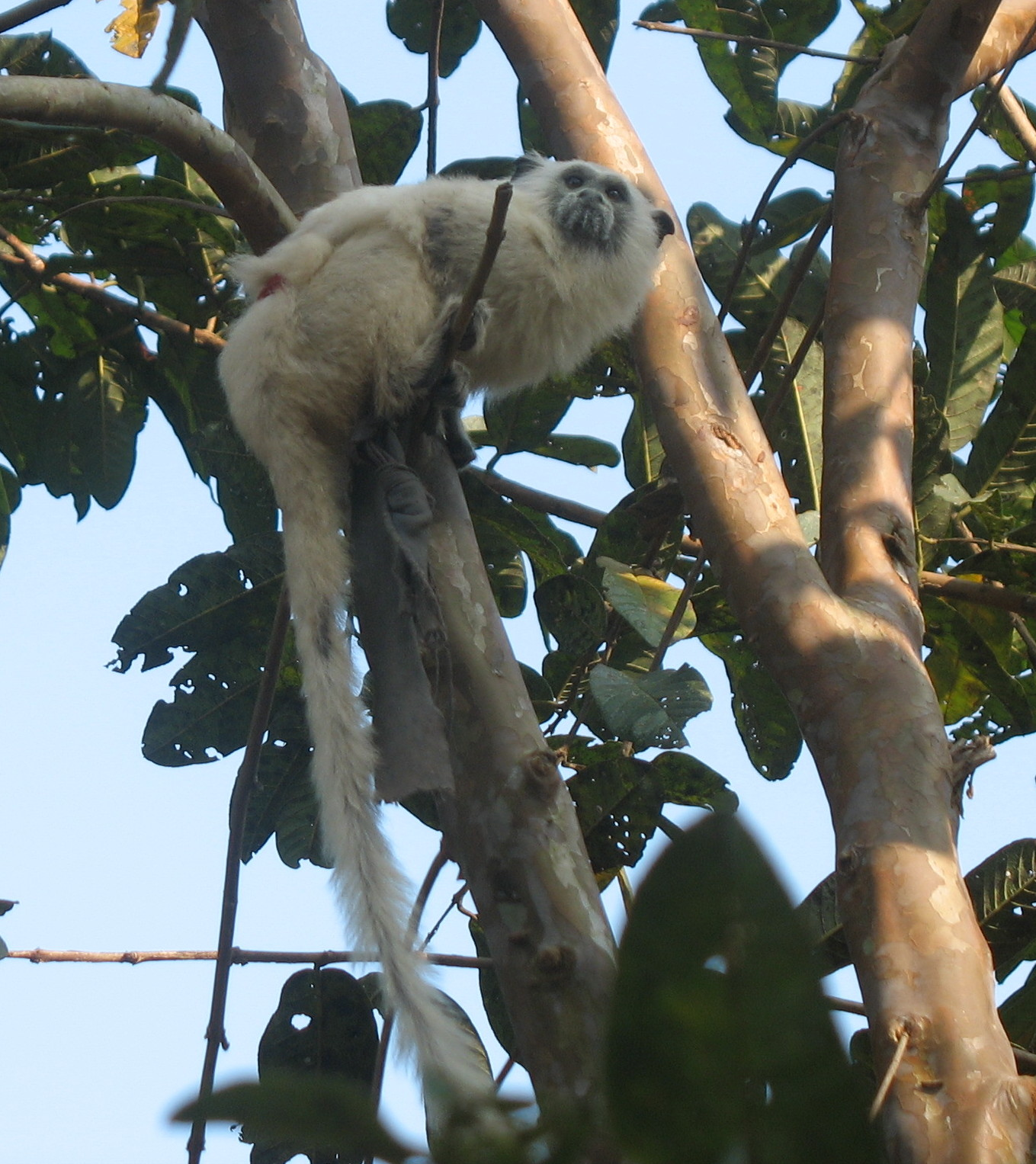
Weißmanteltamarin (L. weddelli melanoleucus)

## Systematik
Der Schwarzmanteltamarin wurde 1849 durch den französischen Mediziner und Tierpräparator Émile Deville als Midas weddelli beschrieben, später jedoch als Unterart dem Braunrückentamarin (Leontocebus fuscicollis) zugeordnet. Der Weißmanteltamarin wurde ursprünglich ebenfalls dem Braunrückentamarin als Unterart zugeordnet, erhielt 2001 aber den Status einer eigenständigen Art. Da genetische Untersuchungen ergaben, dass der Schwarzmanteltamarin näher mit dem Weißmanteltamarin verwandt ist als mit der Nominatform des Braunrückentamarins, wurde der Schwarzmanteltamarin zu einer eigenständigen Art, mit dem Weißmanteltamarin als Unterart. Die genetische Distanz zwischen dem Weißmanteltamarin (L. weddelli melanoleucus) und der Nominatform (L. weddelli weddelli) ist nicht größer als die von verschiedenen Exemplaren der Nominatform untereinander.